# 八幡浜町
八幡浜町（やわたはまちょう）は、愛媛県西宇和郡にあった町。現在の八幡浜市の中心部、概ね大字なしの区域にあたる。

## 地理
- 海洋：宇和海
- 岬：矢野崎
- 山岳：権現山
- 河川：千丈川

## 歴史
- 1889年（明治22年）12月15日 - 町村制の施行により、八幡浜浦の一部（栗野浦・向灘浦を除く）の区域をもって八幡浜町が発足。
- 1930年（昭和5年）1月1日 - 矢野崎村と合併し、改めて八幡浜町が発足。
- 1935年（昭和10年）2月11日 - 神山町・千丈村・舌田村と合併して八幡浜市が発足。同日八幡浜町廃止。